# گورستان چغا صید مراد
گورستان چغا صید مراد (هـ - ۵۶) مربوط به دوران پیش از تاریخ ایران باستان است و در شهرستان هرسین، جنوب جاده کل کشوند به قمبلیژه واقع شده و این اثر در تاریخ ۲۴ فروردین ۱۳۸۲ با شمارهٔ ثبت ۸۱۶۲ به‌عنوان یکی از آثار ملی ایران به ثبت رسیده است.